# Frank Buckland

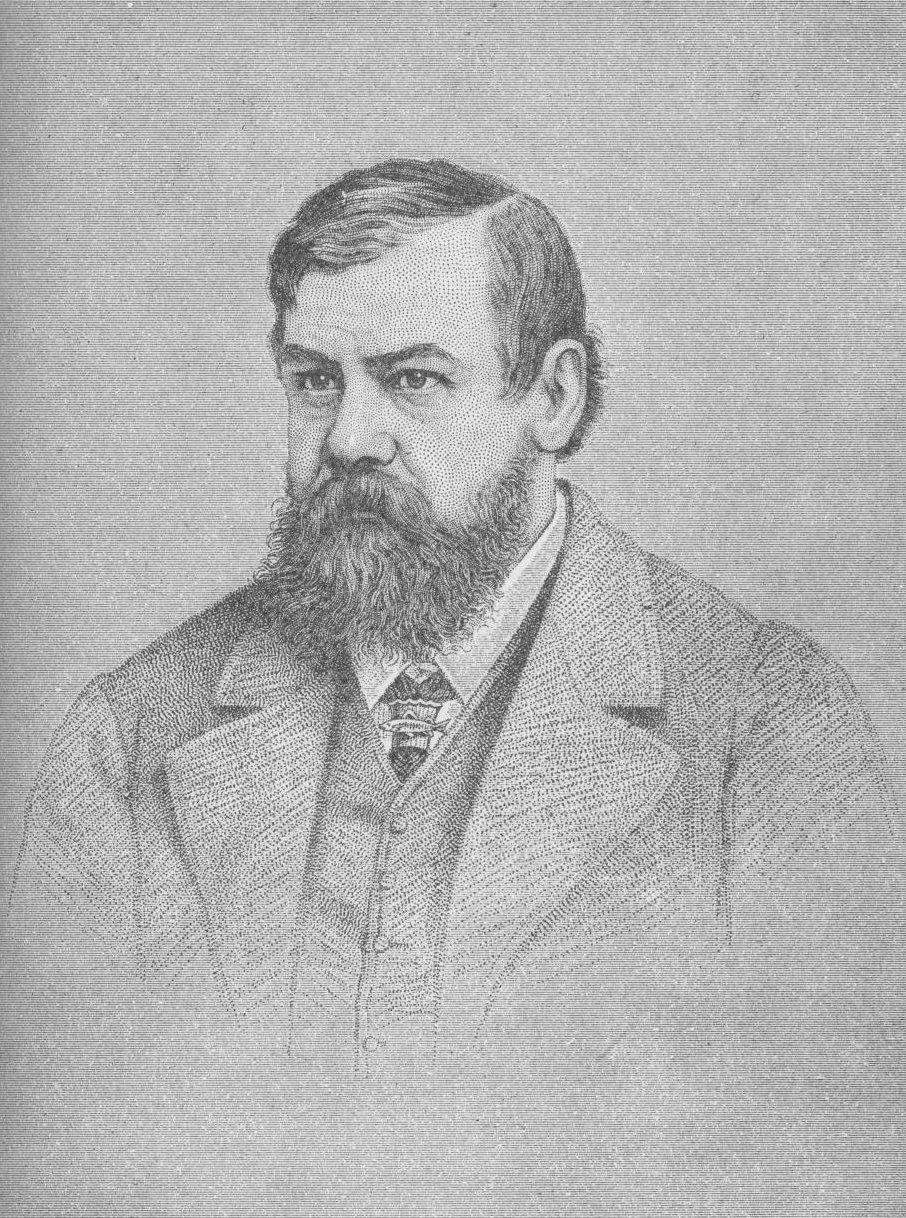
Porträt

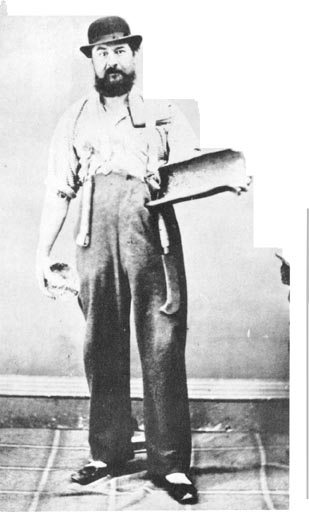
Frank Buckland

Francis Trevelyan Buckland, besser bekannt als Frank Buckland (* 17. Dezember 1826 in Oxford; † Dezember 1880) war ein englischer Chirurg und Journalist.

## Leben
Buckland war ein Sohn von Mary und William Buckland. Er studierte von 1844 bis 1848 bis zum B. A. in Christ Church in Oxford und absolvierte dann seine medizinische Ausbildung am St. George’s Hospital. Nach seinem Abschluss im Jahr 1851 arbeitete er zunächst als Chirurg an diesem Hospital, gab den Posten jedoch schon nach einem Jahr auf und schlug die Journalistenlaufbahn ein. Seine populärwissenschaftlichen Artikel wurden vor allem durch die Buchausgabe mit dem Titel Curiosities of Natural History bekannt. Das Werk erlebte 15 Auflagen und wurde nach und nach um drei Zusatzbände ergänzt.
Bucklands besonderes Interesse galt den Fischen. Im Jahr 1863 hielt er einen Vortrag über Fischzucht an der Royal Institution; wenig später richtete er im South Kensington Museum, aus dem später das Science Museum hervorging, eine Präsentation zu diesem Thema ein. Seit 1865 hatte er auch Ausstellungsstücke für sein Museum of Economic Fish Culture gesammelt. Ab 1867 arbeitete er auch als „Salmon Inspector“. In Konkurrenz zu der Zeitschrift „The Field“ etablierte er „Land and Water“.

## Taten
Als Buckland 1859 erfuhr, dass man Särge aus der Gruft von St. Martin-in-the-Fields untersuchen und entfernen durfte, identifizierte er den Sarg von John Hunter und sorgte dafür, dass dieser in der Westminster Abbey bestattet wurde. Laut Christine Quigley führte sein Forscherdrang mitunter zu ungewöhnlichen Handlungen. Buckland kostete das Fleisch der verschiedensten Tierarten und setzte es auch anderen Personen vor. Ferner stahl er laut Quigley das Fersenbein von Ben Jonson aus dessen Grab, identifizierte die Reliquien der heiligen Rosalia in Palermo als Ziegenknochen, entlarvte Personen wie P. T. Barnum, die angebliche Meerjungfrauen zur Schau stellten, und untersuchte die Mumie von Julia Pastrana. Er war jedoch auch imstande, aus Spaß Aale in öffentlichen Brunnen auszusetzen.
Buckland bestimmte testamentarisch, dass nach dem Tod seiner Frau 5000 Pfund aus seinem Vermögen zur Stiftung einer Professur für „Economic Fish Culture“ verwendet werden sollten. Die ersten Vorlesungen, die durch dieses Projekt finanziert wurden, fanden 1930 statt.
Zu seinen Bekannten zählten Chang und Eng Bunker, Louis Agassiz, Joseph Hyrtl, Martin van Buren Bates und Anna Swan.